# Immaculada Lorés i Otzet
Immaculada Lorés i Otzet (Barcelona, 13 de juliol de 1961) és una historiadora de l'art i professora universitària catalana.
Llicenciada en història de l'art per la Universitat de Barcelona l’any 1984 i doctorada a la mateixa universitat el 1991, va iniciar la tasca docent el 1988 a la Facultat de Lletres de l'Estudi General de Lleida, aleshores integrat a la Universitat de Barcelona, fins que va esdevenir Universitat de Lleida l'any 1992. Des d'aleshores sempre ha exercit com a docent de la Universitat de Lleida, esdevenint professora titular el 1996 i catedràtica d'història de l'art el 2017. Ha exercit diferents càrrecs de gestió a la Universitat, com a vicedegana i cap d’estudis de la Facultat de Lletres, directora del Departament d’Història de l’Art i Història Social, vicedegana de la Facultat de Lletres i degana de la Facultat de Lletres. Ha estat professora convidada a la Universitat París-Sorbona i a l’Institut d’Investigacions Històriques de la Universitat Nacional Autònoma de Mèxic. També ha estat membre del patronat del Museu d'Art Jaume Morera de Lleida (1991-1995) i de la comissió territorial de patrimoni cultural de Lleida, de la Direcció General de Patrimoni Cultural de la Generalitat de Catalunya (1994-1997). És membre del Patronat del Consorci de l'Ecomuseu de les Valls d'Àneu i del Plenari del Museu de Lleida, Diocesà i Comarcal. Participa en la direcció científica de la col·lecció «Memoria Artium» i en el comitè científic de les Jornades Romanes de Sant Miquel de Cuixà i de la revista Cahiers de Saint-Michel de Cuxa. Forma part del grup de recerca consolidat de la Generalitat de Catalunya "Ars Picta", i és investigadora associada de l'Institut de Recerca en Cultures Medievals de la Universitat de Barcelona (IRCVM).
Els seus treballs s'han fixat preferentment sobre l'arquitectura i l'escultura romànica, destacant els estudis sobre Sant Pere de Rodes, Sant Andreu de Sureda, la catedral de Barcelona, Sant Miquel de Cuixà, la Seu Vella de Lleida, Sant Vicenç de Roda d'Isàvena o Sant Climent de Taüll, amb diverses monografies que fixen l'atenció en aquests temes. A més, s'ha preocupat de la conservació i difusió de l'art medieval, participant en el comissariat d'exposicions i col·laborant amb diferents museus. Així, ho ha fet com a conservadora d'art romànic del Museu Nacional d’Art de Catalunya, inventariant i catalogant el fons d'escultura medieval del Museu d'Història de la Ciutat de Barcelona, col·laborant en l'elaboració del projecte museològic del Museu del Monestir de Sant Cugat, i col·laborant amb el Museu d'Història de Catalunya en relació amb els monuments que gestiona, la Seu Vella de Lleida i el monestir de Sant Pere de Rodes.
El desembre del 2018 s'incorporà com a membre numerària adscrita a la Secció Històrico-Arqueològica de l'Institut d'Estudis Catalans (IEC).